# 仏山沙堤空港
仏山沙堤空港（中国語: 佛山沙堤机场、英語: Foshan Shadi Airport）は、中華人民共和国広東省仏山市南海区獅山鎮にある軍民共用の空港である。
1954年に人民解放軍の軍用飛行場として開設された。1985年に民間旅客便の運航を開始したが、2002年に運休となった。2009年11月18日、再び民間旅客便の運航を開始した。中国聯合航空の拠点の一つである。

## 就航航空会社
- 中国聯合航空 - 北京/大興、合肥、昆明、舟山、上海/浦東、昆明、黄山、湛江（中国語版）、東営

## 空港アクセス
中国聯合航空により、無料のバスが運行されている。
- 沙堤空港 - 佛山汽車站 - 祖廟地鉄站（祖廟駅） - 瀾石金属交易中心（魁奇路駅）
- 沙堤空港 - 南海汽車站 - 南海城市広場（南桂路駅） - 南海体育館

仏山地下鉄3号線の仏山機場駅が建設中である。